# Нівшерське сільське поселення
Нівше́рське сільське поселення (рос. Нившерское сельское поселение) — муніципальне утворення у складі Корткероського району Республіки Комі, Росія. Адміністративний центр — село Нівшера.

## Населення
Населення — 1271 особа (2017, 1444 у 2010, 1781 у 2002, 1347 у 1989).

## Склад
До складу поселення входять такі населені пункти:
| Населений пункт       | Населення, осіб (1989) | Населення, осіб (2002) | Населення, осіб (2010) |
| --------------------- | ---------------------- | ---------------------- | ---------------------- |
| Алексієвка, присілок  | 122                    | 147                    | 103                    |
| Івановка, присілок    | 28                     | 22                     | 10                     |
| Нівшера, село         | 1197                   | 1592                   | 1318                   |
| Русановська, присілок | -                      | 20                     | 13                     |